# دابل دهامال
دابل دهامال (بالإنجليزية: Double Dhammal)‏، هو فيلم كوميدي هندي باللغة الهندية لعام 2011 وهو تكملة للفيلم الناجح دهامال لعام 2007، والدفعة الثانية من سلسلة أفلام دهامال. الفيلم من إخراج وإنتاج إندرا كومار ومن إنتاج أشوك ثاكيريا أيضًا.
يستعيد سانجاي دوت، ريتيش ديشموك، أرشد وارثي، اشيش شودهاري، وجاويد جعفري أدوارهم من الأفلام السابقة، مع كانغانا رانوت وماليكا شيرويت كإضافات جديدة.
عند إصداره، تلقى الفيلم آراء متباينة من النقاد، حيث أشادوا بالأداء ولكن انتقدوا الفكاهة والكليشيهات. وعلى الرغم من ذلك، فقد حقق الفيلم نجاحًا تجاريًا في شباك التذاكر. 
تم إصدار تكملة بعنوان توتال دهامال في فبراير 2019، مع إعادة تمثيل الممثلين الثلاثة الرئيسيين (ديشموك، ووارسي، وجافري) لأدوارهم.

## الحبكة
تستمر القصة من الفيلم السابق.
لا يزال الأصدقاء الأربعة عديمي الفائدة روي، وأدي، وبومان، وماناف يحاولون خداع الناس للحصول على لقمة العيش. ويصادف أن يروا عدوهم القديم كابير يقود سيارة مرسيدس بنز فاخرة، ويحاولون معرفة السر وراء نجاحه. وبعد التحقيق، وجدوا أنه يعيش على ثروة "زوجته".
ثم يقومون بابتزازه ليجعلوهم شركاءه في العمل، لكن الأصدقاء الأربعة لا يعرفون أن كابير وصديقته كاميني وأخته كيا لديهم أجندة خاصة بهم. يقوم كابير بربطهم بمستثمر يدعى باتا بهاي وهو أيضًا دون. يقنع الأصدقاء الأربعة باتا بهاي باستثمار أمواله في مشروع النفط الخاص بكابير، ثم يقوم كابير بسرقة الأموال. يغادر كابير البلاد مع كاميني وكيا، ويترك الأصدقاء الأربعة للتعامل مع باتا باي. ومع ذلك، يتمكن الأصدقاء الأربعة من مغادرة المدينة وتعقب كابير في ماكاو . لقد وضعوا خطة لتدمير سعادة كابير واستعادة أموالهم عن طريق التنكر. يخدع روي كيا من خلال التنكر في هيئة "توكيا" والتظاهر بأنه يحبها، بينما يتنكر آدي في هيئة رجل سيخي يدعى "غانتا سينغ"، ويحصل على وظيفة "المساعد الشخصي" لكبير. كما يتنكر روي في صورة "هيرا بهاي"، وهو "مستثمر غوجاراتي" من المفترض أنه "يستثمر" في كازينو كابير، ويتصرف بومان كزوجته، "التي تقع في حب كابير" لكسر علاقته مع كاميني. يتظاهر ماناف بشخصيات مختلفة.
ومع ذلك، يكتشف كابير وكاميني وكيا خططهم ويقررون التظاهر بأنهم خدعوا من قبل الأصدقاء الأربعة، ويشاركون في خططهم. ومع ذلك، فإنهم يكشفون عن هذا في النهاية عندما يكشف الأصدقاء الأربعة عن أنفسهم، مما يسبب الصدمة والخوف للأصدقاء الأربعة، الذين يشعرون بالغضب بسبب خداعهم من قبل الثلاثي مرة أخرى. وينتهي الفيلم بهروبهم من جوني بونزلا بسبب كشف كابير لهم.

## الممثلون
- سانجاي دوت في دور كابير ناياك
- ماليكا شيرويت في دور كاميني
- ريتيش ديشموك في دور ديشباندو روي / لي / توكارام ساداناند كالي "توكيا" / هيرا بهاي
- كانجانا رانوت في دور كيا ناياك
- أرشد وارسي في دور أديتيا "آدي" شريفاستاف/غانتا سينغ/ميلان سوباري.
- آشيش تشودري في دور مقاول بومان / دودو / باربرا هوري
- جافيد جافري في دور ماناف شريفاستاف/جوجو/موتي بهاي
- ساتيش كوشيك في دور بابا باتاناند سوامي
- ذاكر حسين في دور محسن بهاي
- ج. براندون هيل في دور جوني بونزيلا
- هاري جوش في دور كاسيم كيكرا
- فارزيل بارديوالا كعامل في البلدية
- فايبهاف ماثور في دور آكل البان، الرجل في حانة الشيطان
- نيراج كشترابال في دور بائع الحليب
- ستيفن داز
- شهيد حسن مديراً لمكتب كابير
- محامي خورشيد كمكتب كبير
- مايكل لاغنوساس مدمن كحول يرتدي بدلة لامعة
- لاتيش شارما في منصب المدير التنفيذي

## الموسيقى التصويرية
تم تأليف موسيقى الفيلم من قبل أناند راج أناند بينما قام مايور بوري وأناند راج أناند بكتابة الكلمات. تم إصدار موسيقى الفيلم في 31 مايو 2011. تتضمن الموسيقى التصويرية أغنية "Oye Oye"، وهي إعادة إنتاج لأغنية "Tirchi Topiwale" من فيلم Tridev لعام 1989.
تم استخدام أغنية "Jalebi Bai" لاحقًا بواسطة الفنان الكندي Tesher في أغنيته الفيروسية " Jalebi Baby "، حيث تم دمج الأغنية مع بعض الكلمات المستعارة من أغنية جاستن بيبر "Yummy".

### قائمة المسار
| #  | عنوان                 | المدة |
| -- | --------------------- | ----- |
| 1. | "Chal Kudiye"         | 3:30  |
| 2. | "Chill Maar"          | 3:19  |
| 3. | "Jalebi Bai"          | 3:58  |
| 4. | "Oye Oye"             | 4:12  |
| 5. | "Chal Kudiye" (Remix) | 3:20  |
| 6. | "Chill Maaro" (Remix) | 2:50  |
| 7. | "Oye Oye" (Remix)     | 4:09  |

## الأوسمة
| حفل توزيع الجوائز                      | فئة                   | متلقي | نتيجة | المرجع(المرجع) |
| -------------------------------------- | --------------------- | ----- | ----- | -------------- |
| حفل توزيع جوائز ميرشي الموسيقية الرابع | أفضل أغنية لهذا العام | ترشح  | [ 5 ] |                |

## روابط خارجية
- دابل دهامال على موقع IMDb (الإنجليزية)
- دابل دهامال على موقع ميتاكريتيك (الإنجليزية)
- دابل دهامال على موقع روتن توميتوز (الإنجليزية)
- دابل دهامال على موقع ألو سيني (الفرنسية)
- دابل دهامال على موقع Turner Classic Movies (الإنجليزية)
- دابل دهامال على موقع أول موفي (الإنجليزية)
- دابل دهامال على موقع فيلمافينيتي (الإسبانية)
- دابل دهامال على موقع قاعدة بيانات الفيلم (الإنجليزية)
- دابل دهامال على موقع ليتربوكسد (الإنجليزية)
- دابل دهامال على موقع كينوبويسك (الروسية)